# James Doakes
James Doakes es un personaje ficticio de la serie de televisión Dexter y de las novelas de Jeff Lindsay. En la serie de televisión, es interpretado por Erik King. Doakes apareció en las dos primeras temporadas como sargento detective, y es representado como uno de los pocos personajes de la serie que sospecha la verdad de que el personaje principal Dexter Morgan (Michael C. Hall) es un asesino en serie.

## Biografía
Doakes se alistó en el ejército de los EE. UU. y allí se ganó el apodo de "Sane James" por su habilidad para detectar a los desequilibrados mentales. Doakes se convirtió en un Ranger del ejército de los Estados Unidos, sirviendo en el Destacamento de reconocimiento del regimiento de élite. Después de pasar muchos años en operaciones negras, Doakes abandonó su carrera militar y optó por utilizar sus habilidades para ayudar a los civiles como oficial de policía. La carrera policial de Doakes se detiene cuando recibe citaciones fuerza excesiva; su naturaleza volátil y enojada demuestra que no puede trabajar bien con los demás (a menos que los lidere). Doakes se asoció con Maria LaGuerta, lo que terminó después de que ella fuera ascendida luego de una redada de drogas de alto perfil.

### Primera temporada
Doakes odia a Dexter Morgan; él es la única persona en la vida de Dexter que puede ver a través de su máscara de normalidad. Doakes sospecha que Dexter esconde algo y no tiene reservas en decírselo. Al final, Doakes se da cuenta de que Dexter está ocultando información vital sobre el caso del Asesino del Camión de Hielo, hasta el punto de que se ve obligado a atacarlo físicamente, sólo para que Dexter se defienda de forma experta.

### Segunda temporada
LaGuerta le dice que retroceda, pero Doakes comienza a seguir a Dexter en secreto. Doakes termina sus investigaciones cuando encuentra a Dexter asistiendo a una reunión de Narcóticos Anónimos, supuestamente por adicción a la heroína; Doakes cree erróneamente que el oscuro secreto de Dexter es que es un drogadicto. Sintiendo simpatía por Dexter por una vez, Doakes lo deja en paz brevemente.
Doakes reanuda la búsqueda después de que Debra revela que Dexter ni siquiera fuma. Después de que Doakes comienza a investigar el pasado de Dexter, Dexter lo incita a pelear, aparentemente sin provocación, frente a toda la sala del escuadrón. Inicialmente, Doakes está preparado para aceptar el despido y aceptar un trabajo de seguridad bien remunerado que LaGuerta le creó, solo para comenzar a sospechar que Dexter es el famoso Carnicero de la bahía Harbor cuando el agente especial Frank Lundy menciona análisis de sangre de mala calidad como motivo de la absolución de una de las víctimas del carnicero.
Doakes, mientras sigue a Dexter, se topa con los restos de Santos Jiménez y la caja de recolección de muestras de sangre de Dexter, y se da cuenta del secreto de Dexter: él es el Carnicero de la bahía Harbor. Doakes se convierte en el principal sospechoso del caso cuando sale de Miami para analizar los portaobjetos de sangre. Doakes intenta detener a Dexter él mismo en los Everglades, pero Dexter toma la delantera y lo encierra en la cabaña de Jiménez hasta que pueda decidir qué hacer con él. Doakes intenta persuadir a Dexter para que se entregue a la policía porque así protegerá a sus seres queridos. Dexter considera hacerlo. Doakes logra escapar de su jaula, pero termina con Esteban y Teo Famosa, narcotraficantes vinculados a Jiménez. Toman a Doakes como rehén y lo obligan a recuperar las drogas almacenadas dentro de la cabaña. Dexter aparece en escena y él y Doakes trabajan juntos para acabar con los traficantes. Inmediatamente después de esto, Dexter encarcela a Doakes nuevamente. Al final, la antigua amante de Dexter Lila Tournay encuentra la cabaña y toma la decisión por él: después de descubrir por Doakes que Dexter es el Carnicero de la bahía Harbor, intenta protegerlo haciendo volar la cabaña, eliminando así a Doakes como testigo. Los restos incinerados de Doakes se encuentran junto con el cuerpo desmembrado de José Garza, por lo que el caso se cierra y la conclusión oficial es que Doakes era el Carnicero. Más tarde, Lila intenta quemar a Dexter junto con los hijos de Rita Bennett, pero él sobrevive y asesina a Lila en París, vengando a Doakes. El funeral de Doakes está prácticamente desatendido, con la excepción de LaGuerta, Dexter (que se sienta discretamente atrás, pensando en cómo perdió a otra persona que lo entendía), y la madre y las hermanas de Doakes. Doakes es reemplazado como sargento por Ángel Batista.

### Séptima temporada
Cuando LaGuerta encuentra el portaobjetos de sangre con la sangre de la víctima de Dexter, Travis Marshall, sospecha que el verdadero Carnicero de la bahía Harbor todavía está vivo. Dexter, decidido a detener a LaGuerta, consolida su trabajo marco con Doakes colocando herramientas para matar y envoltura de plástico (con las huellas de Doakes) en un astillero abandonado. 
En el final de temporada Surprise, Motherfucker!, Doakes hace una aparición, en flashbacks de confrontaciones nunca antes vistas entre él y Dexter antes de los eventos de la temporada 1, y detallando cómo empezó a sospechar de Dexter, así como su relación romántica con LaGuerta, un motivo importante detrás de su determinación de limpiar su nombre.

### New Blood
James Doakes es mencionado en el episodio True Crime Podcast de Molly Park sobre el Carnicero de la bahía Harbor, en el que menciona que un ex colega de Operaciones Especiales de Doakes proporciona una coartada diciendo que estaban fuera del país al mismo tiempo que algunos de los asesinatos de BHB. 
En el episodio final, Angela Bishop, una jefa de policía rural de Nueva York de un pequeño pueblo y exnovia de Dexter, decide llamar a Angel Batista para interrogarlo sobre el Carnicero de la bahía Harbor (Angela miró a antiguas víctimas del Carnicero de la bahía Harbor y ve sitios de inyección similares a los que tienen dos traficantes de drogas, uno asesinado por Dexter). Batista afirma que si bien "creía en ese momento" que James Doakes era el Carnicero, su exesposa y fallecida capitana María LaGuerta creía que Dexter era el Carnicero. Luego, Ángela le envía una foto de ella con Dexter, sorprendiendo a Batista al darse cuenta de que Dexter está vivo. Ángela le dice a Batista, sorprendido, que Dexter está en una celda, acusado de asesinato. Batista encuentra un archivo llamado "MARIA LAGUERTA" y le dice que estará allí por la mañana con todo lo que tiene. Angela una vez más se enfrenta a Dexter, mostrando un patrón entre las marcas de agujas en los traficantes de drogas y algunos de los cuerpos recuperados del Carnicero, reafirmando su creencia de que él es el Carnicero de la bahía Harbor. Ella afirma que será procesado por el asesinato de Matt Caldwell y que cuando llegue Batista, será extraditado a Miami y acusado de ser el Carnicero de la bahía Harbor, posiblemente recibiendo la pena de muerte.

## Diferencias con las novelas
En las novelas, el nombre de Doakes es "Albert", y sirvió en El Salvador con la Fuerza de Reconocimiento del Cuerpo de Marines de los Estados Unidos. Dexter cree que Doakes tiene un "oscuro pasajero" propio y lo enfrenta siendo tan violento como puede legalmente en su trabajo. Después del asesinato de LaGuerta al final de El oscuro pasajero, Doakes cree que Dexter fue el asesino y sigue a Dexter en Dearly Devoted Dexter, con la intención de "atraparlo en el acto". En cambio, el propio Doakes es capturado por el "Dr. Danco", un médico psicópata que sirvió junto a Doakes y lo culpa por el encarcelamiento y la tortura que sufrió después de ser traicionado a los cubanos; para vengarse, tortura a Doakes quitándole los pies, las manos y la lengua. En Dexter in the Dark, Doakes regresa brevemente, pero no puede comunicarse.